# Arcidiocesi di Leontopoli di Pamfilia
L'arcidiocesi di Leontopoli di Pamfilia (in latino Archidioecesis Leontopolitana in Pamphylia) è una sede soppressa e sede titolare della Chiesa cattolica.

## Storia
Leontopoli era una città della provincia romana della Panfilia Terza, identificabile con Ulupinar nell'odierna Turchia. L'Index sedium titularium della Chiesa cattolica menziona una sede arcivescovile in questa città, benché non sia documentata storicamente nessuna diocesi o arcidiocesi bizantina a Leontopoli di Panfilia: la sede è ignota a Michel Le Quien nella sua opera Oriens christianus; nessuna diocesi o arcidiocesi è attestata dalle Notitiae Episcopatuum del patriarcato di Costantinopoli (VII-XV secolo); nessun vescovo o arcivescovo è noto per questa presunta arcidiocesi, forse confusa con la vicina Leontopoli di Isauria.
Dal 1933 Leontopoli di Pamfilia è annoverata tra le sedi arcivescovili titolari della Chiesa cattolica; la sede è vacante dal 19 settembre 1972. Il titolo è stato assegnato solo 3 volte: a Francesco Beretti, canonico della patriarcale basilica di San Pietro in Vaticano; a Adelmo Cavalcante Machado, arcivescovo coadiutore di Maceió in Brasile; e a Giuseppe D'Avack, arcivescovo dimissionario di Camerino.

## Cronotassi degli arcivescovi titolari
- Francesco Beretti † (25 novembre 1949 - 27 aprile 1955 deceduto)
- Adelmo Cavalcante Machado † (24 giugno 1955 - 19 ottobre 1963 succeduto arcivescovo di Maceió)
- Giuseppe D'Avack † (13 febbraio 1964 - 19 settembre 1972 dimesso)